# Puertollano
Puertollano település Spanyolországban, Ciudad Real tartományban. Puertollano Aldea del Rey, Almodóvar del Campo, Argamasilla de Calatrava, Villanueva de San Carlos, Mestanza, Hinojosas de Calatrava, Cabezarrubias del Puerto és Brazatortas községekkel határos. Lakosainak száma 45 195 fő (2024).

## Népesség
A település népessége az elmúlt években az alábbi módon változott:
| Lakosok száma | 49 613 | 49 775 | 50 470 | 51 842 | 52 200 | 50 608 | 49 166 | 47 035 | 46 036 | 45 195 |
|               | 2001   | 2004   | 2006   | 2009   | 2011   | 2014   | 2016   | 2019   | 2021   | 2024   |